# 森山啓司
森山 啓司（もりやま けいじ）は、日本の歯科医師・歯学者。東京医科歯科大学顎顔面頸部機能再建学系顎顔面機能修復学顎顔面矯正学分野教授。

## 経歴
1986年東京医科歯科大学卒業、1990年同大学院修了。以後同大学助手、講師、徳島大学教授を経て2007年より東京医科歯科大学教授。2023年日本学術会議会員。
1990年　東京医科歯科大学より歯学博士の学位を取得、学位論文の題は「ラット口蓋粘膜瘢痕組織由来線維芽細胞に対する細胞成長因子の影響 」。

## 著作
- 大山紀美榮、本橋信義、鈴木聖一 編『アトラス 顎顔面矯正 顎変形症と口唇口蓋裂の矯正治療』監修 黒田敬之 協力 森山啓司 他、医歯薬出版、2002年3月。ISBN 978-4-263-45522-7。 NCID BA56685541。
- 森山啓司 著「III 不正咬合の診断・治療法 39 顎顔面形態の診査」、黒崎紀正、住友雅人、小口春久、飯田順一郎、岡野友宏、古郷幹彦 編『小児歯科疾患・口腔病変・不正咬合』医歯薬出版〈イラストレイテッド・クリニカルデンティストリー４〉、2002年6月20日。ISBN 978-4-263-40614-4。 NCID BA5752456X。
- 森山啓司 他 著「5章 不正咬合の原因」、相馬邦道、飯田順一郎、山本照子、葛西一貴、後藤滋巳 編『歯科矯正学』（第5版）医歯薬出版、2008年3月25日。ISBN 978-4-263-45615-6。 NCID BA85814648。
- 森山啓司 他 著、後藤滋巳、清水典佳、槇宏太郎、森山啓司、石川博之 編『矯正歯科治療　この症例にこの装置』医歯薬出版、2010年3月25日。ISBN 978-4-263-44303-3。 NCID BB01705057。
- 青木茂樹、近藤壽郎、森山啓司、矢作直樹、山根源之、渡辺晋一 編『医師・歯科医師のための口腔診療必携 困ったときのマニュアル・ヒント集202』監修 高戸毅、金原出版、2010年10月20日。ISBN 978-4-307-45011-9。 NCID BB03881538。
- 後藤滋巳、清水典佳、森山啓司、宮澤健、槇宏太郎、石川博之 編『安心・安全　歯科矯正用アンカースクリュー この症例にこの方法』医歯薬出版、2013年1月。ISBN 978-4-263-43353-9。 NCID BB11598270。

## 所属団体
- 日本歯科医学会
- 歯科基礎医学会[4]
  - 日本矯正歯科学会 常務理事[5]、専門医[6]、認定医[6]
    - 東京矯正歯科学会 会長[7]
    - 中・四国矯正歯科学会[4]

  - 日本顎関節学会[4]
  - 日本顎変形症学会 理事[8]
- 日本医学会
  - 日本先天異常学会 評議員[9]
- 日本口蓋裂学会 理事[10]
- 国際歯科研究学会[4]
- 国際歯科研究学会日本部会 理事[11]
- 日本顔学会 第15回大会長[12]
- 日本骨代謝学会[4]
- 日本頭蓋顎顔面外科学会[13]
- 口腔病学会[4]
- 四国歯学会[4]
- アメリカ矯正歯科学会[4]
- 米国骨代謝学会[4]
- 米国細胞生物学会[4]
- ヨーロッパ矯正歯科学会[4]